# Sargus
Sargus és un gènere de dípters braquícers de la familia Stratiomyidae.

## Espècie
El gènere Sargus inclou 14 espècies:
- Sargus albibarbus Loew, 1855
- Sargus albopilosus de Meijere, 1906
- Sargus bipunctatus (Scopoli, 1763)
- Sargus circumcinctus James, 1941
- Sargus cuprarius (Linnaeus, 1758)
- Sargus darius Hardy, 1932
- Sargus flavipes Meigen, 1822
- Sargus gselli Hill, 1919
- Sargus iridatus (Scopoli, 1763)
- Sargus mactans Walker, 1859
- Sargus maculatus (Lindner, 1936)
- Sargus meridionalis White, 1916
- Sargus metallinus Fabricius, 1805
- Sargus rufipes Wahlberg, 1854